# Càricles (metge)
Càricles (en llatí Charicles, en grec antic Χαρικλῆς) va ser un destacat metge grec. Va viure i treballar a Roma, on de vegades va assistir a l'emperador Tiberi i es diu que va predir la seva mort després de prendre-li el pols l'any 37. Galè va conservar alguna de les seves receptes.